# Arco, Trento
Arco är en ort och kommun i provinsen Trento i regionen Trentino-Sydtyrolen i Italien. Kommunen hade 17 828 invånare (2018).